# Gvatemala (mesto)
Gvatemala (špansko Ciudad de Guatemala, s polnim uradnim imenom Nueva Guatemala de la Asunción, mednarodno znan tudi kot Guatemala City) je glavno mesto Gvatemale in s približno milijonom prebivalcev (po popisu leta 2018) in največje mesto te srednjeameriške države. Predstavlja eno od 17 občin istoimenskega departmaja v upravni delitvi države. Pri tem širše metropolitansko območje sega na ozemlje desetih okoliških občin in naj bi po ocenah štelo več kot štiri milijone prebivalcev, kar je verjetno precej podcenjena številka, saj mnogi prebivalci barakarskih naselij na obrobju niso bili nikoli popisani.
Mesto stoji v južnem delu osrednje Gvatemale, v gorski dolini Valle della Ermita (puščavnikova dolina) gorovja Sierra Madre de Chiapas na nadmorski višini približno 1500 m. Obkrožajo ga dvatisočaki, med njimi nekaj aktivnih vulkanov, kot je 2552 m visoki Pacaya, ki od 1960-ih redno bruha. Zaradi visoke lege je podnebje prijetno hladno.
Tu je večina vladnih uradov, pa tudi več kot polovica gvatemalske industrije, zato je mesto politično, gospodarsko in tudi prometno ter kulturno središče države. Sodobno mesto je bilo v veliki meri zgrajeno po letu 1918, ko je bilo zgodovinsko mesto skoraj v celoti porušeno v seriji katastrofalnih potresov. Od druge polovice 20. stoletja hitro raste zaradi priseljevanja z revnega in zaradi potresov še bolj ogroženega podeželja, zato se množijo barakarska naselja na obrobju. V njih živi približno tretjina prebivalcev.
Osrčje Gvatemale tvori osrednji park (Parque Central) z narodno palačo (Placio National) in rimskokatoliško stolnico (Catedral Metropolitana) na glavnem trgu. Med znamenitostmi so še Parque la Aurora, kjer stoji več muzejev in mestni živalski vrt ter park Minerva, kjer stoji ogromen betonski reliefni zemljevid departmaja.

## Zgodovina
Najzgodnejša naselitev Majev se je zgodila pred več kot 2000 leti. Ruševine tega naselja (Kaminaljuyú) je zdaj mogoče obiskati v parku v središču mesta. 
V španskem kolonialnem obdobju je bilo mestece Ermita, ki je leta 1773 imelo okoli 1600 prebivalcev, od leta 1620 dalje zgrajeno okoli samostana (El Carmen). Potem ko je staro prestolnico Antigua Gvatemala 26. julija 1773 prizadel potres, je bilo 27. septembra 1775 ustanovljeno mesto Gvatemala kot novo glavno mesto španskega kolonialnega ozemlja v Srednji Ameriki. Leta 1782 so našteli 13.000 prebivalcev.
Od leta 1823 do selitve vlade v Salvador leta 1834 je bilo mesto Guatemala glavno mesto Srednjeameriške konfederacije, ki je bila razpuščena leta 1840. Takratni politični pretresi so preprečili nadaljnjo širitev mesta, ki se je moralo boriti tudi s Quetzaltenangom za prevlado v državi.
Ob koncu 19. stoletja je mesto zaznamovala klasična arhitektura, ki je takrat imelo le okoli 70.000 prebivalcev. V letih 1830, 1917, 1918 in še posebej leta 1976 so hudi potresi uničili velike dele mesta. Po potresu leta 1976 je v prestolnico prišlo nešteto beguncev iz drugih departmajev, ki je med moderno obnovo, ki je zajela tudi okoliške občine, doživela populacijski izbruh.

## Geografija
Mesto Gvatemala leži na visoki planoti v zmernem podnebju. Rahla vulkanska kamnina tufa v podzemlju je na mnogih mestih prerezana z globokimi erozijskimi soteskami (barrancos), zaradi česar je promet včasih prisiljen v dolge obvoze.
Ko je bilo mesto leta 1773 ustanovljeno, so bile ulice pravokotno razporejene okoli osrednjega trga. Staro mestno jedro je razmeroma nizko, kar je posledica protipotresne uredbe iz leta 1918, po kateri je bilo dovoljeno zgraditi največ dve nadstropji.

### Podnebje
Kljub svoji legi v tropih ima mesto Gvatemala tropsko savansko podnebje (Köppen Aw), ki meji na vlažno subtropsko podnebje (Cwa), zaradi relativno visoke nadmorske višine, ki znižuje povprečne temperature. Mesto je na splošno zelo toplo, skoraj spomladansko, skozi vse leto.
V sušnem obdobju občasno postane vroče, vendar ne tako vroče in vlažno kot v srednjeameriških mestih ob morju. Najbolj vroč mesec je april. Deževno obdobje traja od maja do oktobra, kar sovpada s sezono tropskih neviht in orkanov v zahodnem Atlantskem oceanu in Karibskem morju, medtem ko se sušno obdobje razteza od novembra do aprila. Mesto lahko občasno piha, kar vodi tudi do nižjih temperatur okolja.
Povprečna letna temperatura v mestu je 22–28 °C podnevi in 12–17 °C ponoči; povprečna relativna vlažnost je 82 % zjutraj in 58 % zvečer.

### Vulkanska dejavnost
Iz mesta so vidni štirje stratovulkani, od katerih sta dva aktivna. Najbližji in najbolj aktiven je Pacaya, ki občasno izbruhne veliko količino pepela. Ti vulkani ležijo južno od Valle de la Ermita in predstavljajo naravno oviro med mestom Gvatemala in pacifiškim nižavjem, ki opredeljuje južne regije Gvatemale. Volcán de Agua, Volcán de Fuego, Pacaya in Acatenango sestavljajo linijo 33 stratovulkanov, ki se razteza po širini Gvatemale, od salvadorske meje do mehiške meje.

### Potresi
Gvatemalsko višavje in Valle de la Ermita, ki ležijo na Srednjeameriškem vulkanskem loku, pogosto stresajo močni potresi. Zadnji močan potres, ki je prizadel regijo mesta Gvatemala, se je zgodil leta 1976 na prelomu Motagua, levostranskem zdrsu, ki tvori mejo med Karibsko in Severnoameriško ploščo. Dogodek iz leta 1976 je zabeležil 7,5 na trenutni lestvici magnitude. Manjše, manj hude potrese je pogosto čutiti v mestu in okolici.

### Blatni plazovi
Hudourniški nalivi, podobni bolj znanim monsunom, se med deževno sezono pogosto pojavljajo v Valle de la Ermita, kar povzroči hudourniške poplave, ki včasih preplavijo mesto. Zaradi teh močnih padavin so nekateri slumi, ki ležijo na strmih robovih kanjonov, ki prečkajo Valle de la Ermita, odplaknjeni in pokopani pod plazovi blata, kot oktobra 2005. Tropski valovi, tropske nevihte in orkani včasih prizadenejo gvatemalsko višavje, ki prav tako prinese hudourniško deževje v regijo mesta Gvatemala in sproži te smrtonosne blatne plazove.

### Psevdokras
Februarja 2007 se je v severovzhodnem mestu Gvatemala (14°39′1.40″N 90°29′25″W / 14.6503889°N 90.49028°W) odprla zelo velika, globoka okrogla luknja z navpičnimi stenami, ki je ubila pet ljudi. Ta udorina, ki jo geologi imenujejo cevast psevdokras, je bila globoka 100 metrov in jo je očitno ustvarila tekočina iz kanalizacije, ki je razjedala razsuti vulkanski pepel, apnenec in druge piroklastične snovi, ki so pod mestom Gvatemala. Zaradi tega so z območja evakuirali tisoč ljudi. Mestna hiša je to značilnost od takrat omilila z zagotavljanjem ustreznega vzdrževanja kanalizacijskega zbiralnega sistema in predlagala načrte za razvoj lokacije. Vendar pa kritiki menijo, da so občinske oblasti zanemarile potrebno vzdrževanje starajočega se kanalizacijskega sistema v mestu in ugibajo, da se bodo verjetno razvile še nevarnejši udori, če se ne ukrepa.
3 leta pozneje (2010) je nastal nov udor v mestu Gvatemala.

## Znamenitosti
- Narodni muzej arheologije in etnologije (Gvatemala) je osrednja gvatemalska ustanova za ohranjanje in razstavljanje arheološke in etnološke dediščine države
- Museo Ixchel (indijanski tekstil) raziskuje gvatemalsko tradicijo oblačenja po vsej državi in ima tudi pomembne zbirke keramike, tekstila, nakita in knjig.
- Museo Nacional de Arte Moderno Carlos Mérida, muzej moderne umetnosti
- Museo Popol Vuh (predkolumbovska umetnost) je dom ene največjih zbirk majevske umetnosti na svetu; znan je po obsežni zbirki predkolumbovske in kolonialne umetnosti kulture Majev.
- Kaminaljuyú (predkolumbovske majevske ruševine) je arheološko najdišče na obrobju gvatemalske prestolnice
- Torre del Reformador je 75 metrov visok stolp iz jeklenih okvirjev, zgrajen leta 1935 v čast takratnega predsednika Justa Rufino Barriosa
- Palacio Nacional (Narodna palača (Gvatemala)), pogovorno znan tudi kot Palacio Verde, je v svojem arhitekturnem kontekstu opredeljen kot simbol mesta Guatemala. Bila je najpomembnejša stavba v Gvatemali in je bila sedež predsednika Gvatemale. Stavba je izvor vseh cest v Republiki in ima mesto, znano kot Kilometer Cero (kilometer nič). Trenutno je muzej in se uporablja tudi za pomembna dejanja vlade.
- Catedral Metropolitana (stolnica iz leta 1815 z bogato umetniško opremo) posvečena Jakobu starejšem in je sedež  sedež rimskokatoliške nadškofije Santiago de Guatemala.
- Palacio Episcopal (Nadškofijska palača)
- Biblioteca Nacional (Narodna knjižnica)
- Archivo General de Centro America (arhiv s številnimi dokumenti iz kolonialne zgodovine)
- Cerkev Cerrito del Carmen
- Iglesia La Merced (neoklasicistična cerkev iz leta 1813)
- Iglesia San Francisco (neoklasicistična cerkev iz leta 1851 z bogato umetniško opremo)
- Museo Nacional de Historia (narodna zgodovina 19. stoletja)
- Teatro Nacional (Narodno gledališče, zgrajeno v obliki ladje leta 1978)